# Helicteres baruensis
El tornillo de Venezuela (Helicteres baruensis) es una especie de planta fanerógama perteneciente a la familia Malvaceae.

## Descripción
Es un arbusto que alcanza un tamaño de 2 m de alto. Hojas ovadas, a veces asimétricas, de 9 (–16) cm de largo y 6 (–10) cm de ancho, ápice agudo, base cordada; pecíolo 1–3 cm de largo. Flores zigomorfas, oblicuas, nectarios lustrosos sobre el pedúnculo; cáliz tubular-campanulado, 2.5–3 cm de largo y 1 cm de ancho, bilabiado; pétalos acintados, verdosos; androginóforo encorvado, 8–11 cm de largo, tomentoso. Cápsula espiralada, a veces recta hacia el ápice, 2.3–4 cm de largo y 1–1.3 cm de ancho, grisácea.

## Distribución y hábitat
Es originaria de las Indias Occidentales, donde habita en clima cálido, desde el nivel del mar hasta los 30 m de altitud, asociada a los bosques tropicales caducifolios y subcaducifolios.

## Propiedades
En Quintana Roo de México, se utiliza para las afecciones respiratorias, como la tos y el asma.

## Taxonomía
'Helicteres baruensis' fue descrita por Nikolaus Joseph von Jacquin y publicado en Enumeratio Systematica Plantarum, quas in insulis Caribaeis 30. 1760.
Sinonimia
- Helicteres altheifolia Benth.
- Helicteres mollis C.Presl[4]